# II. Frigyes dán király
II. Frigyes (Haderslev, 1534. július 1. – Slagelse, 1588. április 4.) Dánia és Norvégia királya 1559-től haláláig, és Schleswig-Holstein hercege.

## Dánia királya
II. Frigyes III. Keresztély dán és norvég király és Szász-Lauenburgi Dorottya legidősebb fia volt. Tipikus reneszánsz uralkodója volt Dániának. Apjától eltérően, aki buzgó lutheránus volt, Frigyes inkább katonai babérokra tört. Szerette volna feleségül venni a szeretőjét, Anna Hardenberget, de erről végül lebeszélték. Már uralkodása első évében, 1559-ben elnyerte első győzelmét, és meghódította Dithmarschent.

## Háborúi
Az apjától megörökölt livóniai háborúban 30 000 tallérért megvásárolta az Ösel-Wiek püspökségét és Magnus öccsének adományozta, aki cserébe lemondott Schleswig-Holsteini hercegi jogairól. Magnus később livóniai királyi címet kapott IV. Iván orosz cártól. Frigyes egyebekben igyekezett elkerülni a konfliktusokat Livóniában és jó kapcsolatot tartott fent az orosz cárral. Uralkodásának legfontosabb katonai konfliktusa az északi hétéves háború volt 1563 és 1570 között, melyben megpróbálta elhódítani Svédországot elmebeteg unokatestvérétől, XIV. Eriktől. A háború eldöntetlenül hullámzott, melyben hol az egyik, hol a másik félnek kedvezett a hadiszerencse, ám rengeteg pénzbe került, Skåne tartományt teljesen feldúlták a svédek, és Norvégiát is majdnem elfoglalták. A király maga vezette seregét, ám nem túl sok sikerrel és a háború költségei miatt egyre nőtt az Államtanács elégedetlenkedése. A kincstár hiányát valamelyest sikerült csökkenteni, mikor a király visszahívta száműzetéséből tehetséges pénzügyminiszterét, Peder Oxe-t. A két ország tartalékait felőrlő háború egészen 1570-ig húzódott, amikor a status quo alapján békét kötöttek (stettini béke).

## A háború után
A kortársak lobbanékony, hiú, vakmerő és ambiciózus emberként írták le Frigyest. Szerette a vadászatot, a bort és a lakomákat és a közvélekedés szerint halálra itta magát. Norvégiában 1567-ben megalapította Fredrikstad városát és 1574-84 között újjáépítette az Øresund forgalmát ellenőrző Kronborg várát és egész Észak legnagyobb erődítményévé tette. 
Frigyes barátja és mecénása volt a híres csillagásznak, Tycho Brahének, akinek mostohaapja megmentette Frigyest a vízbefulladástól, ám később tüdőgyulladást kapott és meghalt.

II. Frigyes 1588. április 4-én halt meg, utóda legidősebb fia, IV. Keresztély lett. Hamvait a dán királyok hagyományos temetkezési helyén, a roskildei székesegyházban helyezték el.

## Családja és gyermekei
II. Frigyes 1572-ben feleségül vette másodunokatestvérét, Mecklenburgi Zsófiát. Nyolc gyermekük született:
- Erzsébet (1573. augusztus 25. – 1626. június 19.), feleségül ment Henrik Juliusz braunschweig-lüneburgi herceghez
- Anna (1574. december 12. – 1619. március 2.), feleségül ment VI. Jakab skót királyhoz
- IV. Keresztély (1577. április 12. – 1648. február 28.), Dánia és Norvégia királya
- Ulrik (1578. december 30. – 1624. március 27.), schleswigi és schwerini püspök
- János Ágost (1579–1579), kisgyermekként meghalt
- Auguszta (1580. április 8. – 1639. február 5.), feleségül ment János Adolf holstein-gottorpi herceghez
- Hedwig (1581. augusztus 5. – 1641. november 26.), feleségül ment II. Keresztély szász választófejedelemhez
- János (1583. július 9. – 1602. október 28.), Schleswig-Holstein hercege

## Fordítás
- Ez a szócikk részben vagy egészben  a   Frederick II of Denmark című angol Wikipédia-szócikk ezen változatának fordításán alapul.  Az eredeti cikk szerkesztőit annak laptörténete sorolja fel. Ez a jelzés csupán a megfogalmazás eredetét és a szerzői jogokat jelzi, nem szolgál a cikkben szereplő információk forrásmegjelöléseként.

| Előző uralkodó: III. Keresztély | Dánia királya 1559 – 1588 | Következő uralkodó: IV. Keresztély |

| Előző uralkodó: III. Keresztély | Norvégia uralkodója 1559 – 1588 | Következő uralkodó: IV. Keresztély |